# تپه درمان بوینی
تپه درمان بوینی مربوط به دوره ساسانیان است و در شهرستان نیر، بخش کورائیم، دهستان مهمان دوست، روستای مهمان دوست واقع شده و این اثر در تاریخ ۱۸ اسفند ۱۳۸۷ با شمارهٔ ثبت ۲۴۹۲۹ به‌عنوان یکی از آثار ملی ایران به ثبت رسیده است.